# تومی گرونلوند
تومی گرونلوند (فنلاندی: Tommi Grönlund؛ زادهٔ ۹ دسامبر ۱۹۶۹) بازیکن فوتبال اهل فنلاند بود.
از باشگاه‌هایی که در آن بازی کرده‌است می‌توان به باشگاه فوتبال هلسینکی، باشگاه فوتبال هلسینگبورگس، و باشگاه فوتبال هارت آف میدلوتیان اشاره کرد.
وی همچنین در تیم ملی فوتبال فنلاند بازی کرده‌است.